# 1983年大西洋飓风季时间轴

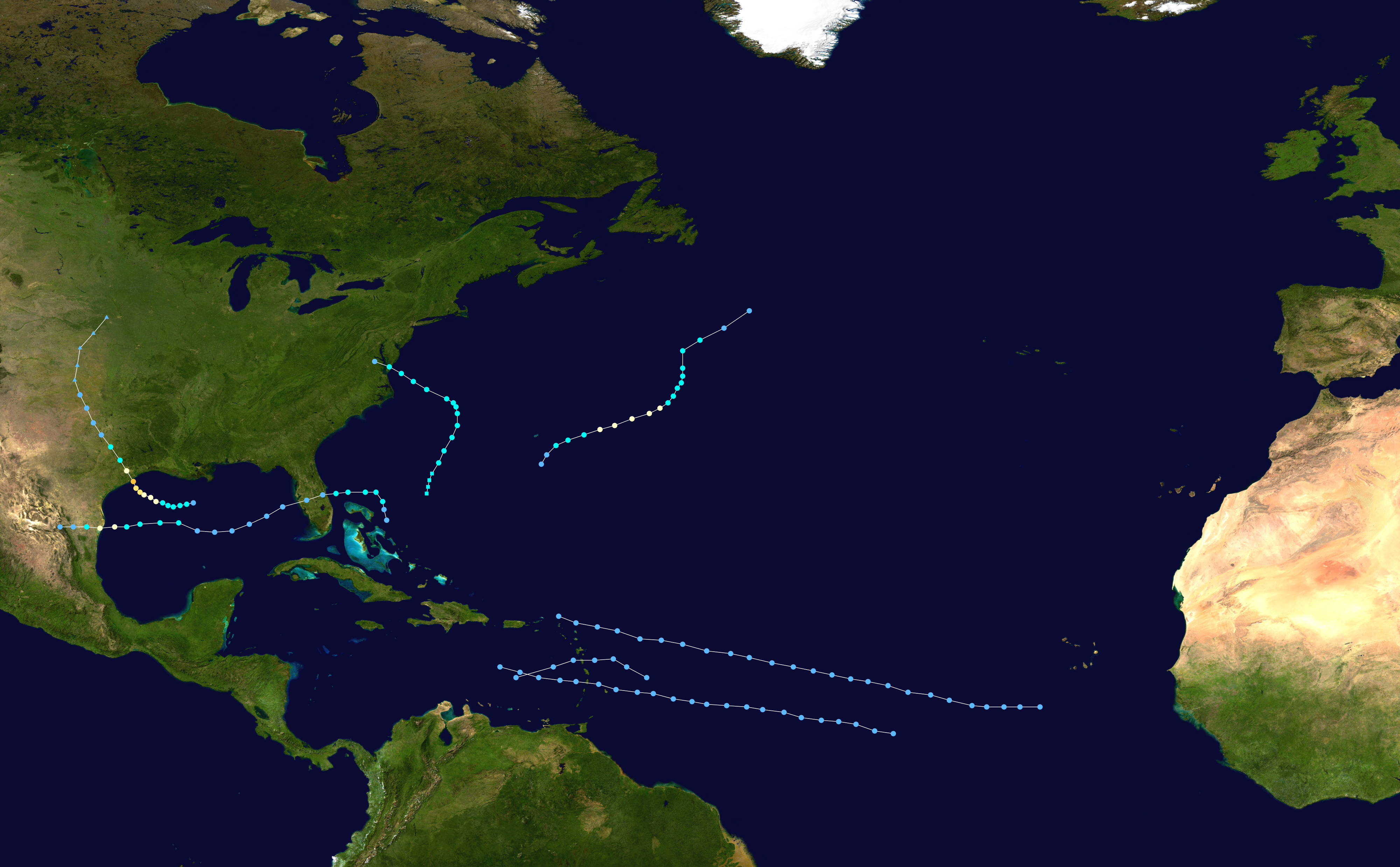
1983年大西洋飓风季所有风暴的路径图。

这1983年大西洋飓风季的活跃程度创下了53年来大西洋飓风季的新低，一共只形成了7个热带低气压，其中4个达到热带风暴或以上强度。本季于1983年6月1日正式开始，同年11月30日结束，传统上这样的日期界定了一年中绝大多数热带气旋在大西洋盆地形成的时间段。飓风艾丽西亚是本季第一个获得命名的风暴，于8月15日形成。热带风暴迪安则是全季最后一场风暴，于9月30日消散。这个时间轴中记录了本季所有热带气旋形成、增强、减弱、登陆、转变成温带气旋以及消散的具体信息。还包括实际操作中没有发布的信息，如美国国家飓风中心在风暴过后进行的回顾。包括最大持续风速、位置、距离在内的所有数字都是经四舍五入换算成整数。
本季产生的7个热带低气压有4个达到热带风暴强度并获得命名，其中又有3场达到飓风强度，1个成为大型飓风，在萨菲尔-辛普森飓风等级下达到三级强度。飓风艾丽西亚给德克萨斯州造成严重破坏和大量人员伤亡，共有21人丧生，经济损失高达26亿美元（1983年美元，相当于2025年的79.5億美元），创下该州因单场风暴遭受损失数额的新纪录。飓风巴里是一场强度较弱的一级飓风，其存在的大部分时间里都是在向西穿越墨西哥湾，最终从墨西哥最北端，德克萨斯州布朗斯维尔附近登陆。

## 风暴时间轴

### 6月
6月1日
1983年大西洋飓风季正式开始。

### 7月
7月23日

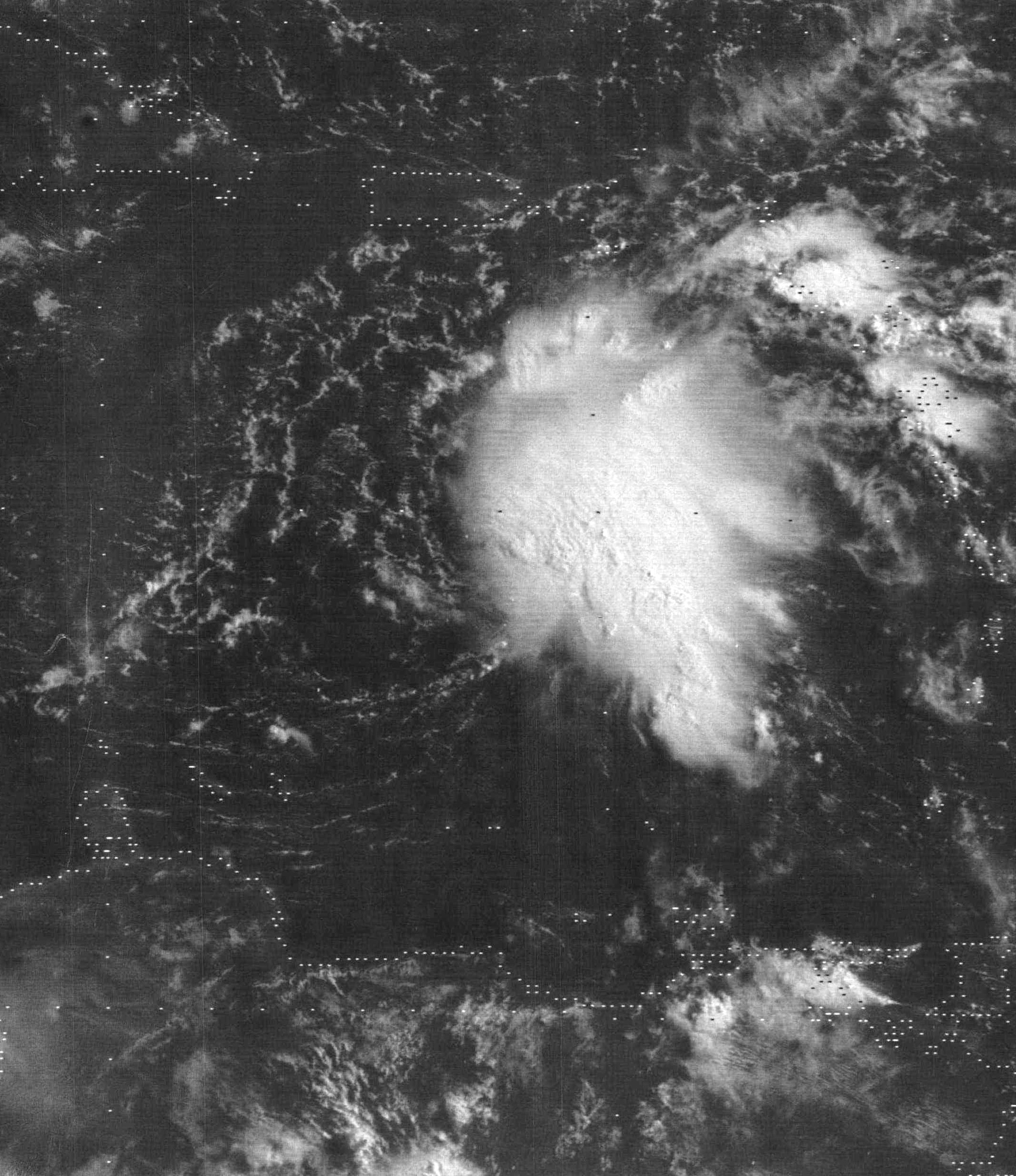
7月29日时第一号热带低气压的残留。

- 协调世界时中午12点：第一号热带低气压在佛得角布拉瓦岛西南方向1540公里海域形成。

7月27日
- 中午12点：第一号热带低气压以每小时55公里风速经过圣卢西亚。
- 中午12点：第二号热带低气压在布拉瓦岛西南方向395公里洋面形成。

7月28日
- 下午18点：第一号热带低气压在加勒比海开放水域上空消散。

### 8月
8月2日
- 中午12点：第二号热带低气压在小安的列斯群岛附近的开放海域上空消散。

8月15日
- 中午12点：第三号热带低气压在路易斯安那州新奥尔良西南偏南方向约295公里海域形成
- 下午18点：第一号热带低气压增强至热带风暴强度并因此获命名为“艾丽西亚”（Alicia）。

8月17日
- 凌晨0点：热带风暴艾丽西亚达到飓风强度。
- 下午18点：飓风艾丽西亚增强成二级飓风。

8月18日

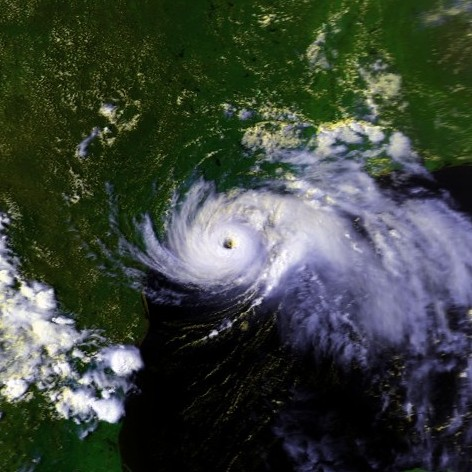
8月17日的飓风艾丽西亚。

- 早上6点：飓风艾丽西亚达到三级飓风强度，成为本季仅有的一场大型飓风（风速达到或超过每小时178公里）。
- 上午8点：飓风艾丽西亚以每小时185公里风速从德克萨斯州加尔维斯敦附近登陆。
- 中午12点：飓风艾丽西亚减弱成一级飓风。
- 下午18点：飓风艾丽西亚降级为热带风暴。

8月19日
- 早上6点：热带风暴艾丽西亚减弱成热带低气压。

8月20日
- 早上6点：热带低气压艾丽西亚在内布拉斯加州上空转变成温带气旋。

8月23日
- 下午18点：第四号热带低气压在巴拿马拿骚东北方向175公里洋面形成。

8月24日
- 早上6点：第四号热带低气压达到热带风暴强度并因此获命名为“巴里”（Barry）。

8月25日
- 上午11点：热带风暴巴里减弱成热带低气压，然后以每小时55公里风速从佛罗里达州墨尔本附近登陆。

8月26日

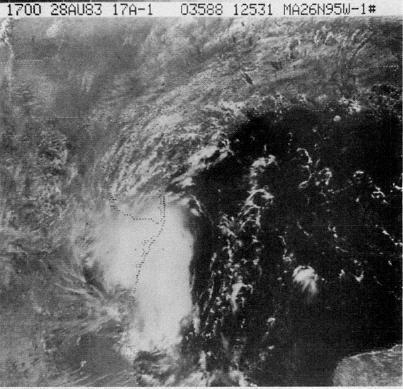
8月27日达到最高强度的飓风巴里。

- 早上6点：热带低气压巴里进入墨西哥湾。

8月27日
- 中午12点：热带低气压巴里重新增强成热带风暴。

8月28日
- 中午12点：热带风暴巴里达到飓风强度。
- 下午17点25分：飓风巴里以每小时130公里风速在墨西哥塔毛利帕斯州北部登陆。

8月29日
- 凌晨0点：飓风巴里减弱成热带风暴。
- 早上6点：热带风暴巴里减弱为热带低气压。
- 下午18点：热带低气压巴里在墨西哥上空消散。

### 9月
9月10日
- 中午12点：第五号热带低气压在百慕大东南以南约235公里洋面形成。

9月11日
- 凌晨0点：第五号热带低气压达到热带风暴强度并因此获命名为“尚塔尔”（Chantal）。

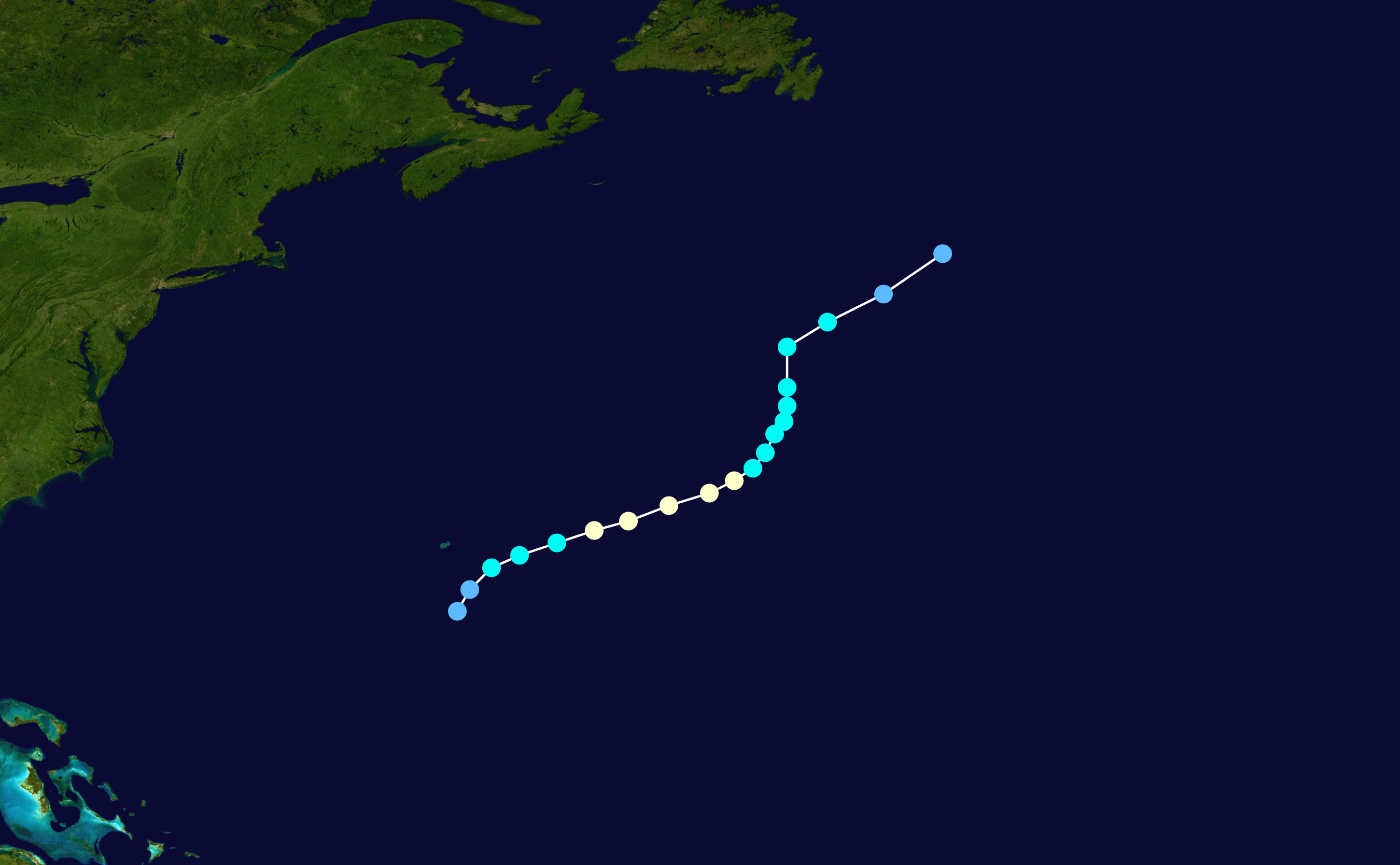
飓风尚塔尔的路径图。

- 下午18点：热带风暴尚塔尔增强成飓风。

9月13日：
- 凌晨0点：飓风尚塔减弱成热带风暴。

9月15日
- 凌晨0点：热带风暴尚塔尔减弱成热带低气压。
- 中午12点：热带低气压尚塔尔在开放水域上空消散。

9月19日
- 精确时间未知：第六号热带低气压在小安的列斯群岛附近形成。

9月21日
- 精确时间未知：第六号热带低气压在多米尼加共和国上空退化成东风波。

9月26日

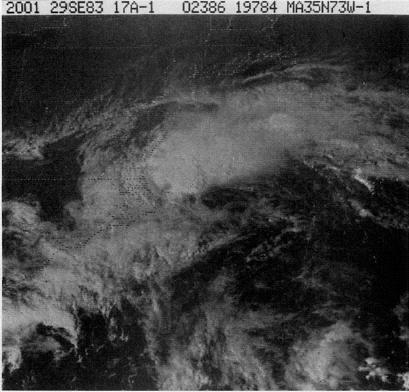
即将登陆的热带风暴迪安。

- 下午18点：第一号亚热带风暴在巴哈马拿骚东南方向540公里海域形成。

9月27日
- 下午18点：第一号亚热带风暴转变成热带气旋并因此获命名为“迪安”（Dean）。

9月30日
- 中午12点：热带风暴迪安以每小时75公里风速登陆德玛瓦半岛。
- 下午18点：热带风暴迪安减弱成热带低气压。

### 10月
10月1日
- 凌晨0点：热带低气压迪安在弗吉尼亚州上空消散。

### 11月
11月30日
- 1983年大西洋飓风季正式结束。